# Verwaltungsethik

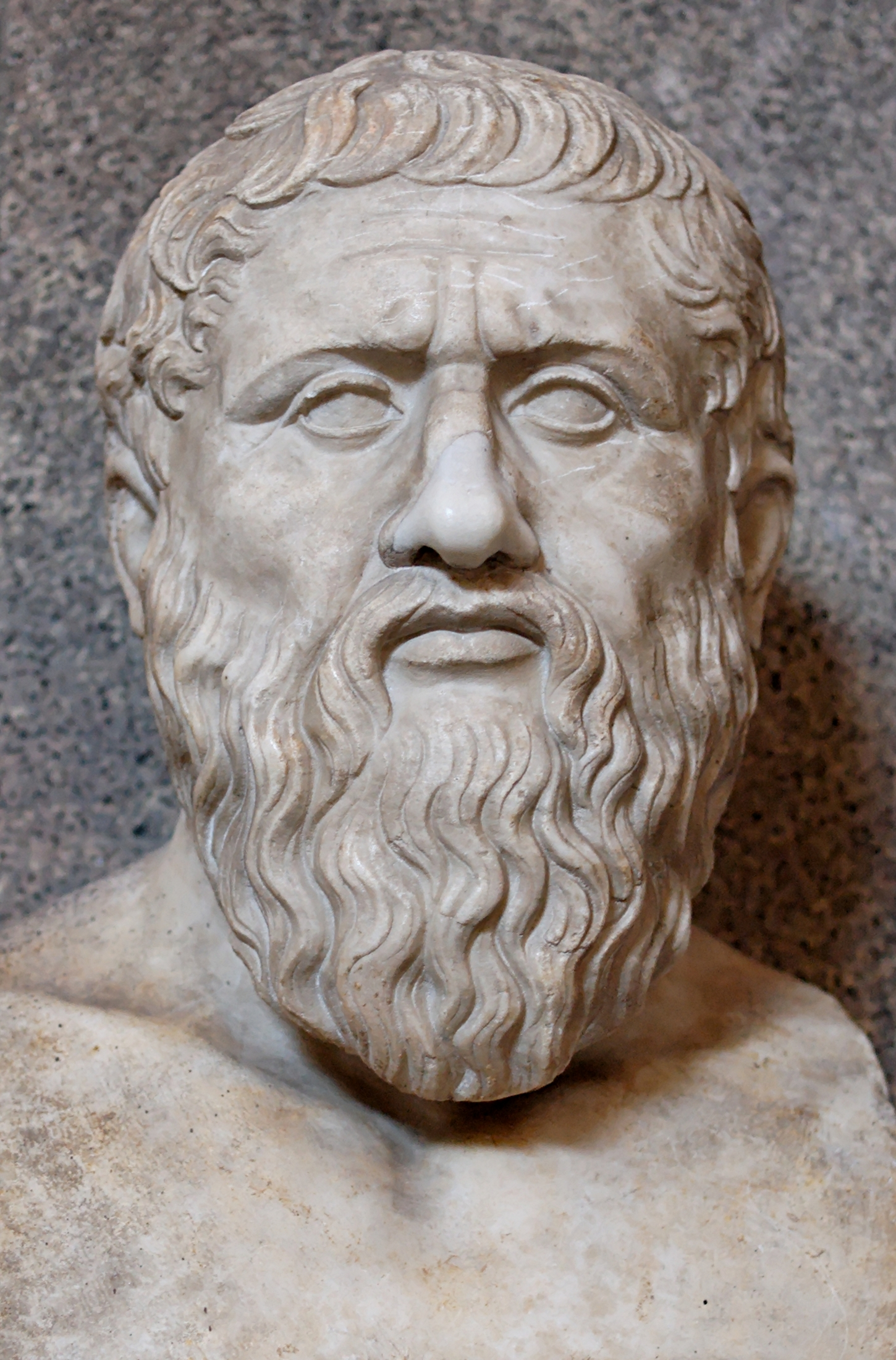
Platon – Urvater der Staatsphilosophie

Verwaltungsethik ist ein Teilbereich der angewandten Ethik. Sie befasst sich mit der kritischen Reflexion über „gute“ öffentliche Administration. Die Verwaltungsethik ist damit der Rechtsanwendung und dem Handeln (in) der öffentlichen Verwaltung in gewisser Weise vorgelagert. Darüber hinaus hat Verwaltungsethik die Erarbeitung und Verwirklichung korrekter, gut begründeter Verhaltensstandards in öffentlichen Verwaltungen zum Ziel.
Im deutschsprachigen Raum ist der Begriff „Verwaltungsethik“ bislang wenig verbreitet. Gründe hierfür liegen vor allem in der stark auf Legalität (und weniger auf Legitimität) ausgerichteten Verwaltungskultur. Insoweit wird ethisch-kritischen Reflexionen traditionell eher mit Zurückhaltung bzw. mit Misstrauen begegnet.
Einen Gegensatz hierzu bildet etwa der anglo-amerikanische Raum, in welchem Public Service Ethics ein wichtiges, seit langem diskutiertes Themenfeld ist. In diesem Zusammenhang werden traditionell eher moralische Fragen als gesetztes Recht fokussiert.

## Ethik in der Verwaltungswissenschaft
In der deutschsprachigen Verwaltungswissenschaft haben Fritz Morstein Marx und Thomas Faust die ersten umfassenderen Abhandlungen über das Thema Verwaltungsethik verfasst. 
In Österreich gilt der Rechts- und Verwaltungswissenschaftler Marlon Possard von der Hochschule Campus Wien und der Sigmund Freud Privatuniversität Wien als einer der führenden Experten im Bereich Verwaltungsethik. Im Jahr 2024 veröffentlichte er im Facultas Verlag ein Werk zur Verwaltungsethik und legte damit die erste systematische Darstellung des Themas im österreichischen Kontext vor, die in Fachkreisen als Schließung einer wesentlichen Lücke in der Verwaltungsliteratur gewürdigt wurde.
In älteren (rechtswissenschaftlichen) Literaturbeiträgen wurde der Verwaltungsethik allenfalls eine marginale Rolle zugebilligt. Eher wurde Handlungsbedarf bezüglich einer Vermehrung bzw. Perfektionierung von Rechtsnormen gesehen. Folgerichtig lag der Fokus auf einer Spezifizierung des Strafrechts und Disziplinarrechts sowie einer daraufhin gerichteten Kontrolle der Bediensteten. Verwaltungsethisch relevante Tatbestände des deutschen Strafgesetzbuchs sind etwa Bestechung und Bestechlichkeit sowie Vorteilsgewährung und Vorteilsannahme.

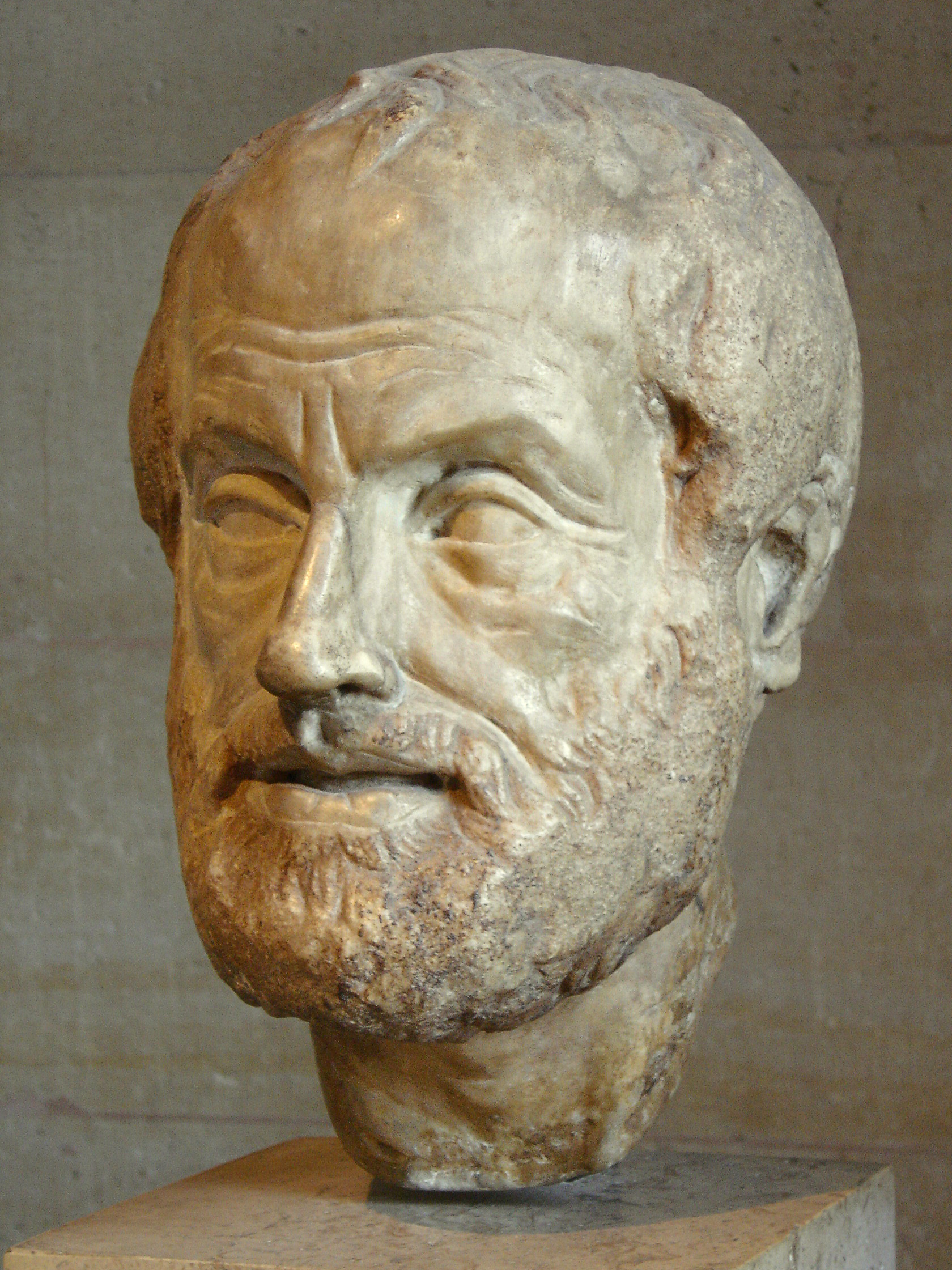
Aristoteles – Ethik als praktische Wissenschaft

Ethisch-kritische Reflexionen wurden demgegenüber lange als reine Bedrohung der Berechenbarkeit und Verlässlichkeit öffentlicher Verwaltungen angesehen. Das Ideal des deutschen Berufsbeamten wird mittels Grundgesetz, Bundesbeamtengesetz bzw. Beamtenstatusgesetz eher in Richtung eines duldsamen, hingebungsvollen Erfüllungsgehilfen seines Dienstherrn gelenkt. Die zuweilen als Gegenargument angeführte Pflicht zur Remonstration vermag an dieser Einschätzung wenig zu ändern. Denn sie fristet in der Verwaltungspraxis bestenfalls ein Schattendasein – vor allem deswegen, weil remonstrierende Bedienstete oft (in-)formelle Sanktionen fürchten.
Aktuellere (organisationspsychologische) Beiträge argumentieren indes differenzierter: Es sei unzureichend, dem Individuum allein die Einhaltung „harter“ rechtlicher Regulierungen (Compliance) abzufordern. Es spielten vielmehr auch „weiche“, soziale Phänomene (Integrity) eine wichtige Rolle. Verhaltenswissenschaftliche Studien zeigen zudem die Notwendigkeit des Auf- bzw. Ausbaus intrinsischer Motivation, um die Integrität öffentlicher Verwaltungen nachhaltig zu verankern.
Im Zuge der Diskussion des New Public Management erlebten verwaltungsethische Aspekte im deutschsprachigen Raum eine erste Blüte. Analysiert wurde etwa die Fragestellung, inwieweit die Dezentralisierung von Verantwortung (z. B. auf öffentliche Unternehmen) der Bestechung und Bestechlichkeit Vorschub leisten kann. Aber auch neuere Phänomene wie öffentliches Sponsoring und Fundraising werden unter verwaltungsethischen Gesichtspunkten reflektiert.
Aktuell ist offenbar auch die (politik-)wissenschaftliche Diskussion um Governance bzw. Good Governance an verwaltungsethische Fragen anschlussfähig. Sie zeigt insbesondere, dass Fragen der Integrität nicht allein Aufgabe der öffentlichen Verwaltung sind. Vielmehr haben offenbar auch externe Akteure (z. B. aus dem Bereich der Zivilgesellschaft) ihren Teil zu einem verwaltungsethischen Gesamtkonzept beizutragen.
Deutlich macht der bisherige Ethik-Diskurs nicht zuletzt auch, dass der allgemeine Wandel von Wertvorstellungen eine zentrale Rolle spielt. So wird in der Verwaltungswissenschaft zunehmend das spannungsgeladene Verhältnis analysiert zwischen
- „klassischen“ Errungenschaften (z. B. Amtsgeheimnis, Gleichbehandlung, Gerechtigkeit) und
- „neuen“ Werten und Postulaten wie etwa Verwaltungstransparenz, Kooperationsfähigkeit, Effektivität und Effizienz.

## Ethik in der Verwaltungspraxis
In jüngerer Zeit indes befassen sich Verwaltungen im deutschsprachigen Raum zunehmend mit Fragen der Ethik. So wurden etwa in mehreren österreichischen Bundesländern (z. B. in Wien) erste Handreichungen zur Ethik in öffentlichen Verwaltungen erarbeitet.
Generell sind die Gründe für die wichtiger werdende Verwaltungsethik vor allem in folgenden, sich teilweise überschneidenden Problembereichen zu erblicken:

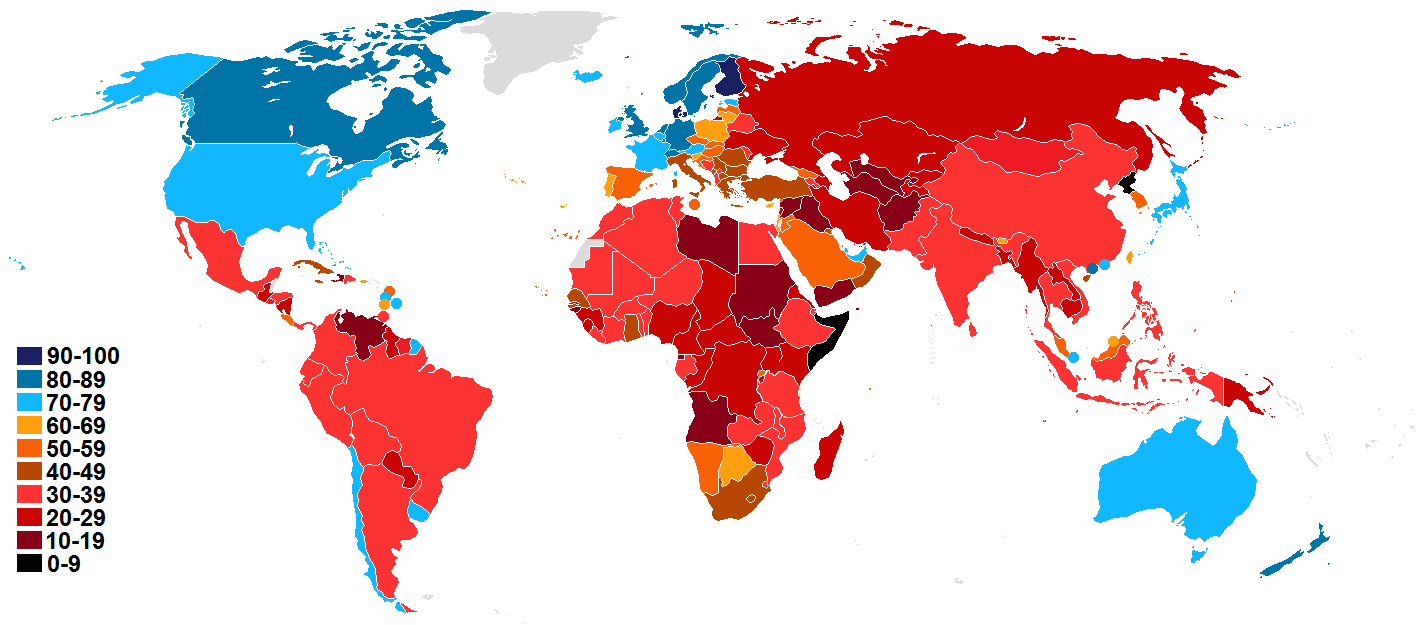
Korruptionswahrnehmungsindex (CPI) nach Ländern, Stand: 2015

- Fälle aufgedeckter Korruption und Vetternwirtschaft in ungeahntem Ausmaß (etwa in Beschaffungs-/Baubehörden sowie im Gesundheitswesen)
- Rasante Verwaltungsreformen, Dezentralisierungen und Privatisierungen, die erweiterte Ermessensspielräume, Interessenkonflikte und lückenhafte Kontrollen mit sich bringen können
- Dubios erscheinende Stellenbesetzungen von (Führungs-)Positionen in der Verwaltung, bei denen nach Parteibuch entschieden wird (Ämterpatronage)
- Ethisch fragwürdige Anwendung physischer bzw. psychischer Gewalt (z. B. bei Polizei und Bundeswehr)
- Zunehmendes (aktives und passives) Sponsoring öffentlicher Verwaltungen, bei welchem Gefahren eigennütziger Einflussnahmen nicht von der Hand zu weisen sind
- Wachsende Einflüsse des Lobbyismus auf Entscheidungen öffentlicher Verwaltungen
- Zweifelhafte Praktiken an Hochschul- und Forschungseinrichtungen, die gegen Prinzipien guter Wissenschaft verstoßen (z. B. Manipulation statistischer Daten)
- Nebentätigkeiten von Bediensteten, bei denen das öffentliche Interesse nachteilig beeinflusst werden kann
- Anschlussbeschäftigungen, bei welchen Kenntnisse/Kontakte aus der Verwaltung „mitgenommen“ werden – ein Aspekt des Berüchtigten Drehtür-Effekt
- Unbewältigte (verwaltungsinterne und -externe) Herausforderungen durch Diversity

Die materiellen und immateriellen Schäden aus Verwaltungsskandalen sind immens. Ihr Ausmaß entzieht sich – wegen der enorm hohen Dunkelziffer – jeder seriös fundierten Schätzung. Immer mehr wird hierbei der progrediente Verlust an Vertrauen in die Verwaltung thematisiert.
Die kritische Öffentlichkeit ist nach allem Anschein jedoch immer weniger bereit, Verwaltungseklats schulterzuckend als bloßes „Gschmäckle“ bzw. „Klüngel“ hinzunehmen: Seit einiger Zeit formieren sich zivilgesellschaftliche Akteure und Nichtregierungsorganisationen (z. B. Transparency International, TI), die zunehmenden Druck auf Politik und Verwaltung ausüben, sich ethischer Problemfelder nachhaltig anzunehmen. In diesem Zusammenhang erfährt der von TI jährlich publizierte Korruptionswahrnehmungsindex (Corruption Perceptions Index, CPI) ein beachtliches Maß an öffentlicher Resonanz.
Aber auch internationale Politikakteure (z. B. Europäische Union sowie Denkfabriken) wirken verstärkt auf nationale Entscheider ein, die Überlegungen hinsichtlich einer expliziten Verwaltungsethik zu intensivieren. Bei international vergleichenden Studien hat sich herausgestellt, dass verwaltungsethische Konzepte stark von der Rechts- und Verwaltungstradition des jeweiligen Staates abhängen: Sie sind zum einen eher Bestandteil der – weitgehend unsichtbaren – Organisationskultur, oder sie sind zum anderen eher in expliziten (Rechts-)Normen verankert. Auffälligkeiten bei gelebter Rechts- bzw. Verwaltungstradition bezeichnet dabei der Habsburger Effekt. Dieser ist ein wissenschaftlich statistisch-belastbar nachgewiesener Zusammenhang in Osteuropa zwischen ehemaligem habsburgischem Gebiet und heute dort lebenden Menschen und deren geringere Neigung zu Korruption, Bestechung bzw. höheren Vertrauen in Verwaltung, Polizei und Gerichtsbarkeit im Vergleich zu Menschen auf der nicht-habsburgischen Seite der ehemaligen Grenze.

## Strategisches Integritätsmanagement

Bundesländer mit Informationsfreiheitsgesetzen

Verwaltungsethische Problemlagen offenbaren somit eine Fülle komplexer, tiefgreifender, oft kulturell bedingter Phänomene. Immer mehr setzt sich daher die Erkenntnis durch, dass diese nur mittels eines ganzheitlichen Ansatzes zu bearbeiten sind: Ausschließlich auf die Tugend einzelner Personen zu hoffen, greift regelmäßig zu kurz. Ebenso verfehlt wäre es aber auch, sich lediglich auf die institutionenethische Ausgestaltung der Rahmenbedingungen zu konzentrieren.
Konkrete Fragestellungen im Rahmen einer praxisorientierten Verwaltungsethik lauten etwa:
- Wie können eine erhöhte Verwaltungstransparenz, Informationsfreiheit und verstärkte Partizipation des Bürgers ermöglicht werden (z. B. durch ein Informationsfreiheitsgesetz)? Inwiefern stehen Fragen des Datenschutzes hiermit im Zusammenhang?
- Wie sind die zunehmend auftretenden Phänomene Whistleblowing und Zivilcourage der Bediensteten einzuschätzen?
- Inwieweit kann das Internet integritätsfördernd wirken (z. B. durch E-Government bei Vergabe eines öffentlichen Auftrags)
- Ist es sinnvoll, wenn der öffentliche Auftraggeber bei seinen Entscheidungen zuvor ein Korruptionsregister zu Rate zieht?
- Welche Möglichkeiten bieten die Organisationsentwicklung und die Personalentwicklung (z. B. durch Job-Rotation, systematische Eignungsdiagnostik bei Stellenbesetzungen)?
- Inwiefern sind monetäre Anreize bzw. Sanktionen integritätssteigernd?
- Wie sieht ein ethikorientiertes Leitbild bzw. ein Verhaltenskodex für öffentliche Verwaltungen aus?
- Was können „klassische“ Aufsichts- und Kontrollinstanzen (z. B. Interne Revision, Rechnungshof) bewirken?
- Welche Rolle kann einem Ombudsman bzw. einer Ethik-Kommission zuwachsen?
- Und nicht zuletzt: Inwieweit besteht in öffentlichen Verwaltungen die Gefahr, „zuviel des Guten“ zu tun?

Eine künftige Herausforderung für Verwaltungen ist somit – neben der expliziten Thematisierung von Verwaltungsethik – insbesondere die Erprobung und Evaluation praxisorientierter Integritätsstrategien. Dabei gewinnt zunehmend auch der internationale Wissens- und Erfahrungsaustausch (etwa unter Institutionen der Europäischen Union) an Relevanz.